# Neftçala (Rayon)
Neftçala ist ein Rayon im Süden Aserbaidschans. Die Hauptstadt des Bezirks ist die Stadt Neftçala.

## Geografie
Der Bezirk hat eine Fläche von 1451 km². Er liegt an der Küste des Kaspischen Meeres, vollständig unter Meereshöhe. Das Klima ist trocken und warm, das Gebiet ist eine Steppe. Es gibt Vorkommen an Erdöl und Gas.

## Bevölkerung
Im Rayon leben 89.200 Einwohner (Stand: 2021). 2009 betrug die Einwohnerzahl 79.400. Diese verteilen sich auf 12 Siedlungen.

## Wirtschaft
Im Bezirk wird Erdöl gefördert und verarbeitet, es gibt Raffinerien und am Meer wird Salz gewonnen. Des Weiteren gibt es Großbäckereien, Molkereien und Maschinenbauunternehmen. Neben dem Fischfang ist der Anbau von Baumwolle, Gemüse und Obst bedeutend.

## Archäologische Fundstätten
An der Küste wurden Reste einer antiken Stadt entdeckt, die Nord-Ost Goltug genannt wird. Archäologen vermuten dort die Stadt Sebail. Eine Mauer aus rotem Ziegel umschließt die ehemalige Stadt. Außerdem liegen im Bezirk unter anderem die Gruft von Piratavan, die Khilli-Moschee und die Festung von Giltug.